# Liste des doges de Venise
La liste des doges de Venise débute avec Paolo Lucio Anafesto, le premier doge, élu en 697, et s'achève avec le 120e doge, Ludovico Manin, qui abdique en 1797 face aux troupes napoléoniennes. Les dates des premiers doges sont traditionnelles et difficilement vérifiables.

## VIIIesiècle
| Rang | Portrait             | Nom                            | Règne     | Notes | Armoiries                         |
| --- | -------------------- | ------------------------------ | --------- | --- | --------------------------------- |
| 1 | Paolo Lucio Anafesto | Paolo Lucio Anafesto († 717)   | 697 – 717 | | Armoiries de Paolo Lucio Anafesto |
| 2 |                      | Marcello Tegalliano († 726)    | 717 – 726 | | Armoiries de Marcello Tegalliano  |
| 3 |                      | Orso Ipato († 737)             | 726 – 737 | Assassiné.                                                                                                | Armoiries d'Orso Ipato            |
| La charge de doge est abolie par les Byzantins à la mort d'Orso Ipato. Venise est gouvernée par un magister militum durant les cinq années qui suivent : Domenico Leone (738), Felice Corniola (739), Teodato Ipato (740), Gioviano Cepanico (741) et Giovanni Fabriciaco (742). Fabriciaco est déposé, aveuglé et exilé à la suite d'une révolte, et les Byzantins reconnaissent aux Vénitiens le droit d'élire leur doge. |                      |                                |           | |                                   |
| 4 |                      | Teodato Ipato                  | 742 – 755 | Fils d'Orso Ipato, magister militum en 740. Déposé, aveuglé et exilé en 755.                              | Armoiries de Teodato Ipato        |
| 5 |                      | Galla Gaulo ou Lupanio         | 755 – 756 | S'empare du pouvoir après avoir trahi Teodato Ipato. Déposé, aveuglé et exilé à son tour un an plus tard. | Armoiries de Galla Lupanio        |
| 6 |                      | Domenico Monegario             | 756 – 764 | Élu avec l'appui des Lombards. Déposé, aveuglé et exilé.                                                  | Armoiries de Domenico Monegario   |
| 7 |                      | Maurizio Galbaio (mort en 797) | 764 – 797 | Règne conjointement avec son fils Giovanni à partir de 778 ou 779.                                        | Armoiries de la famille Galbaio   |
| 8 |                      | Giovanni Galbaio               | 797 – 803 | Fils de Maurizio. Déposé.                                                                                 | Armoiries de la famille Galbaio   |

## IXesiècle
| Rang | Portrait | Nom                                                 | Règne                        | Notes | Armoiries                            |
| ---- | -------- | --------------------------------------------------- | ---------------------------- | --- | ------------------------------------ |
| 9    |          | Obelerio Antenoreo (mort vers 832)                  | 804 – 810                    | Déposé. |                                      |
| 10   |          | Angelo Participazio (mort en 827)                   | 811 – 827                    | Premier doge de la famille Participazio. Règne conjointement avec son fils cadet Giovanni jusqu'en 818, puis avec son fils aîné Giustiniano jusqu'à sa mort. | Armoiries de la famille Participazio |
| 11   |          | Giustiniano Participazio (mort en 829)              | 827 – 829                    | Famille Participazio. Fils d'Angelo. | Armoiries de la famille Participazio |
| 12   |          | Giovanni Ier Participazio (mort en ou après 836)    | 829 – 836                    | Famille Participazio. Fils d'Angelo et frère cadet de Giustiniano. Déposé.                                                                                   | Armoiries de la famille Participazio |
| 13   |          | Pietro Tradonico (mort le 13 septembre 864)         | 836 – 13 septembre 864       | Règne conjointement avec son fils Giovanni, qui meurt avant lui. Assassiné.                                                                                  | Armoiries de Pietro Tradonico        |
| 14   |          | Orso Ier Participazio (mort en 881)                 | 864 – 881                    | Famille Participazio. Petit-fils d'Angelo. Règne conjointement avec son fils Giovanni, qui lui succède à sa mort.                                            | Armoiries de la famille Participazio |
| 15   |          | Giovanni II Participazio (mort en ou peu après 887) | 881 – 887                    | Famille Participazio. Fils d'Orso Ier. Règne conjointement avec son fils Pietro, qui meurt avant lui. Abdique pour raisons de santé, meurt peu après.        | Armoiries de la famille Participazio |
| 16   |          | Pietro Ier Candiano (vers 842 – 18 septembre 887)   | avril 887 – 18 septembre 887 | Famille Candiano. Tué en affrontant les corsaires de Paganie.                                                                                                | Armoiries de la famille Candiano     |
| 17   |          | Pietro Tribuno (mort en 912)                        | 887 – 912                    | | Armoiries de Pietro Tribuno          |

## Xesiècle
| Rang | Portrait       | Nom                                   | Règne                   | Notes | Armoiries                            |
| ---- | -------------- | ------------------------------------- | ----------------------- | --- | ------------------------------------ |
| 18   |                | Orso II Participazio                  | 912 – 932               | Famille Participazio | Armoiries de la famille Participazio |
| 19   |                | Pietro II Candiano (mort en 939)      | 932 – 939               | Famille Candiano. Fils de Pietro Ier. | Armoiries de la famille Candiano     |
| 20   |                | Pietro Participazio (mort en 942)     | 939 – 942               | Famille Participazio Fils d'Orso II Participazio.                                                                                                   | Armoiries de la famille Participazio |
| 21   |                | Pietro III Candiano                   | 942 – 959               | Famille Candiano. Fils de Pietro II. Destitué. | Armoiries de la famille Candiano     |
| 22   |                | Pietro IV Candiano (mort en 976)      | 959 – 976               | Famille Candiano. Fils de Pietro III. Abdique et meurt peu après.                                                                                   | Armoiries de la famille Candiano     |
| 23   | Pietro Orseolo | Pietro Orseolo (928 – 10 janvier 987) | 976 – 1er septembre 978 | Famille Orseolo. Abdique pour se faire moine. Canonisé en 1731.                                                                                     | Armoiries de la famille Orseolo      |
| 24   |                | Vitale Candiano (mort en 978)         | 978 – 979               | Famille Candiano. Fils de Pietro III et frère de Pietro IV. Abdique et meurt peu après.                                                             | Armoiries de la famille Candiano     |
| 25   |                | Tribuno Memmo (mort en 991)           | 979 – 991               | Famille Memmo | Armoiries de Tribuno Memmo           |
| 26   |                | Pietro II Orseolo (vers 960 – 1009)   | 991 – 1009              | Famille Orseolo. Règne conjointement avec son fils aîné Giovanni Orseolo de 1004 à 1007, puis avec son deuxième fils Ottone Orseolo de 1007 à 1009. | Armoiries de la famille Orseolo      |

## XIesiècle
| Rang | Portrait | Nom                                   | Règne                | Notes                    | Armoiries                         |
| --- | -------- | ------------------------------------- | -------------------- | ------------------------ | --------------------------------- |
| 27 |          | Ottone Orseolo (993 – 1032)           | 1009 – 1026          | Famille Orseolo. Déposé. | Armoiries de la famille Orseolo   |
| 28 |          | Pietro Barbolano                      | 1026 – 1030          | Déposé.                  |                                   |
| Après la déposition de Pietro Barbolano, Orso Orseolo assure la charge de régent (1030-1031), puis la famille Orseolo élit Domenico Orseolo doge. Il doit fuir après l'élection légitime de Domenico Flabanico. |          |                                       |                      |                          |                                   |
| 29 |          | Domenico Flabanico (mort en 1041)     | 1032 – 1041          |                          | Armoiries de Domenico Flabanico   |
| 30 |          | Domenico Ier Contarini (mort en 1071) | 1043 – 1071          | Famille Contarini        | Armoiries de la famille Contarini |
| 31 |          | Domenico Selvo (mort en 1087)         | 1071 – décembre 1084 | Famille Selvo. Abdique.  | Armoiries de Domenico Selvo       |
| 32 |          | Vital Faliero (mort en décembre 1095) | 1084 – décembre 1095 | Famille Faliero          | Armoiries de la famille Faliero   |
| 33 |          | Vital Ier Michiel (mort en 1102)      | début 1096 – 1102    | Famille Michiel          | Armoiries de Vital Ier Michele    |

## XIIesiècle
| Rang | Portrait         | Nom                                         | Règne                             | Notes | Armoiries                        |
| ---- | ---------------- | ------------------------------------------- | --------------------------------- | --- | -------------------------------- |
| 34   |                  | Ordelafo Faliero (mort en 1118)             | 1102 – 1118                       | Famille Faliero. Tué à Zara lors d'une expédition contre les Hongrois.                                                               | Armoiries de Ordelafo Faliero    |
| 35   |                  | Domenico Michiel (mort en 1130)             | 1117 – 1130                       | Famille Michiel. Abdique et meurt quelques jours plus tard.                                                                          | Armoiries de Vital Michele       |
| 36   |                  | Pietro Polani (mort en 1147)                | 1130 – 1147                       | Famille Polani | Armoiries de Pietro Polani       |
| 37   |                  | Domenico Morosini (mort en février 1156)    | 1148 – février 1156               | Famille Morosini | Armoiries de la famille Morosini |
| 38   |                  | Vital II Michiel (mort le 28 mai 1172)      | 1156 – 28 mai 1172                | Famille Michiel. Assassiné lors d'une révolte..                                                                                      | Armoiries de Vital Michele       |
| 39   |                  | Sebastian Ziani (vers 1102 – 13 avril 1178) | 29 septembre 1172 – 13 avril 1178 | Famille Ziani | Armoiries de Sebastian Ziani     |
| 40   | Orio Mastropiero | Orio Mastropiero                            | 17 avril 1178 – 1192              | Famille Malipiero, Abdique pour se retirer dans le monastère Sainte-Croix.                                                           | Armoiries d'Orio Mastropiero     |
| 41   | Enrico Dandolo   | Enrico Dandolo (vers 1107 – 21 juin 1205)   | 21 juin 1192 – 21 juin 1205       | Famille Dandolo. Sous son règne, la quatrième croisade permet à Venise d'acquérir de nombreux territoires en Méditerranée orientale. | Armoiries de la famille Dandolo  |

## XIIIesiècle
| Rang | Portrait         | Nom                                        | Règne                           | Notes                                                    | Armoiries                         |
| ---- | ---------------- | ------------------------------------------ | ------------------------------- | -------------------------------------------------------- | --------------------------------- |
| 42   |                  | Pietro Ziani (mort le 13 mars 1229)        | 15 août 1205 – février 1229     | Famille Ziani (fils de Sebastian, le 39e doge). Abdique. | Armoiries des Ziani avant 1375    |
| 43   |                  | Jacopo Tiepolo (mort le 19 juillet 1249)   | 6 mars 1229 – 2 ou 20 mai 1249  | Famille Tiepolo. Abdique.                                | Armoiries de Giacomo Tiepolo      |
| 44   |                  | Marino Morosini (1181 – 1er janvier 1253)  | 13 juin 1249 – 1er janvier 1253 | Famille Morosini                                         | Armoiries de la famille Morosini  |
| 45   |                  | Reniero Zeno (mort le 7 juillet 1268)      | 8 janvier 1253 – 7 juillet 1268 | Famille Zeno                                             | Armoiries de Renier Zen           |
| 46   |                  | Lorenzo Tiepolo (mort le 15 août 1275)     | 23 juillet 1268 – 15 août 1275  | Famille Tiepolo (fils de Jacopo, le 43e doge).           | Armoiries de Lorenzo Tiepolo      |
| 47   |                  | Jacopo Contarini (1194 – 6 avril 1280)     | 6 septembre 1275 – 6 mars 1280  | Famille Contarini. Abdique.                              | Armoiries de la famille Contarini |
| 48   | Giovanni Dandolo | Giovanni Dandolo (mort le 2 novembre 1289) | 31 mars 1280 – 2 novembre 1289  | Famille Dandolo                                          | Armoiries de la famille Dandolo   |
| 49   | Pietro Gradenigo | Pietro Gradenigo (1251 – 13 août 1311)     | 25 novembre 1289 – 13 août 1311 | Famille Gradenigo                                        | Armoiries de la famille Gradenigo |

## XIVesiècle
| Rang | Portrait             | Nom                                                     | Règne                                | Notes | Armoiries                         |
| ---- | -------------------- | ------------------------------------------------------- | ------------------------------------ | --- | --------------------------------- |
| 50   |                      | Marino Zorzi (vers 1231 – 3 juillet 1312)               | 23 août 1311 – 3 juillet 1312        | Famille Zorzi | Armoiries de la famille Zorzi     |
| 51   | Giovanni Soranzo     | Giovanni Soranzo (1240 – 31 décembre 1328)              | 13 juillet 1312 – 31 décembre 1328   | Famille Soranzo | Armoiries de la famille Soranzo   |
| 52   | Francesco Dandolo    | Francesco Dandolo (vers 1258 – 31 octobre 1339)         | 4 janvier 1329 – 31 octobre 1339     | Famille Dandolo | Armoiries de la famille Dandolo   |
| 53   | Bartolomeo Gradenigo | Bartolomeo Gradenigo (1260 – 28 décembre 1342)          | 7 novembre 1339 – 28 décembre 1342   | Famille Gradenigo | Armoiries de la famille Gradenigo |
| 54   | Andrea Dandolo       | Andrea Dandolo (30 avril/3 mai 1306 – 7 septembre 1354) | 4 janvier 1343 – 7 septembre 1354    | Famille Dandolo | Armoiries de la famille Dandolo   |
| 55   | Marino Faliero       | Marino Faliero (1285 – 17 avril 1355)                   | 11 septembre 1354 – 17 avril 1355    | Famille Falerio. Exécuté pour haute trahison. | Armoiries de la famille Faliero   |
| 56   |                      | Giovanni Gradenigo (mort le 8 août 1356)                | 21 avril 1355 – 8 août 1356          | Famille Gradenigo | Armoiries de la famille Gradenigo |
| 57   |                      | Giovanni Delfino (vers 1303 – 12 juillet 1361)          | 13 août 1356 – 12 juillet 1361       | Famille Dolfino. Tombeau sculpté par Andrea da San Felice (église Santi Giovanni e Paolo).                                                                   | Armoiries de la famille Delfino   |
| 58   |                      | Lorenzo Celsi (vers 1310 – 18 juillet 1365)             | 16 juillet 1361 – 18 juillet 1365    | Famille Celsi | Armoiries de la famille Celsi     |
| 59   |                      | Marco Cornaro (1285 – 13 janvier 1368)                  | 21 juillet 1365 – 13 janvier 1368    | Famille Cornaro. Tombeau sculpté par Nino Pisano (église Santi Giovanni e Paolo).                                                                            | Armoiries de la famille Cornaro   |
| 60   |                      | Andrea Contarini (1300/1302 – 5 juin 1382)              | 20 janvier 1368 – 5 juin 1382        | Famille Contarini | Armoiries de la famille Contarini |
| 61   |                      | Michele Morosini (1308 – 16 octobre 1382)               | 10 juin 1382 – 16 octobre 1382       | Famille Morosini. Mort de la peste quelques mois après son élection. Tombeau sculpté par l'atelier des frères Della Masegne (église Santi Giovanni e Paolo). | Armoiries de la famille Morosini  |
| 62   |                      | Antonio Veniero (vers 1330 – 23 novembre 1400)          | 21 octobre 1382 – 23 novembre 1400   | Famille Venier. Tombeau sculpté par les frères Della Masegne (église Santi Giovanni e Paolo).                                                                | Armoiries d'Antonio Venier        |
| 63   | Michele Steno        | Michele Steno (1331 – 26 décembre 1413)                 | 1er décembre 1400 – 26 décembre 1413 | Famille Steno. Tombeau sculpté (église Santi Giovanni e Paolo).                                                                                              | Armoiries de Michele Steno        |

## XVesiècle
| Rang | Portrait          | Nom                                             | Règne                              | Notes | Armoiries                          |
| ---- | ----------------- | ----------------------------------------------- | ---------------------------------- | --- | ---------------------------------- |
| 64   | Tommaso Mocenigo  | Tommaso Mocenigo (1343 – 4 avril 1423)          | 7 janvier 1414 – 4 avril 1423      | Famille Mocenigo. Tombeau sculpté par Niccolò Aretino et Giovanni di Martino da Fiesole (église Santi Giovanni e Paolo).                                                                  | Armoiries de la famille Mocenigo   |
| 65   | Francesco Foscari | Francesco Foscari (1373 – 1er novembre 1457)    | 15 avril 1423 – 22 octobre 1457    | Famille Foscari. Forcé d'abdiquer par le Conseil des Dix, il meurt une semaine plus tard. Tombeau sculpté par Paolo et Antonio Bregno après 1466 (église Santa Maria Gloriosa dei Frari). | Armoiries de Francesco Foscari     |
| 66   | Pasqual Malipiero | Pasqual Malipiero (1392 – 7 mai 1462)           | 30 octobre 1457 – 7 mai 1462       | Famille Malipiero. Tombeau sculpté par Pietro Lombardo (église Santi Giovanni e Paolo).                                                                                                   | Armoiries de Pasqual Malipiero     |
| 67   | Cristoforo Moro   | Cristoforo Moro (1390 – 9 novembre 1471)        | 12 mai 1462 – 9 novembre 1471      | Famille Moro | Armoiries de Cristoforo Moro       |
| 68   |                   | Niccolò Tron (1399 – 28 juillet 1473)           | 25 novembre 1471 – 28 juillet 1473 | Famille Trono. Tombeau sculpté par Antonio Rizzo vers 1485 (église Santa Maria Gloriosa dei Frari).                                                                                       | Armoiries de Niccolò Tron          |
| 69   | Nicolo Marcello   | Nicolo Marcello (vers 1399 – 1er décembre 1474) | 13 août 1473 – 1er décembre 1474   | Famille Marcello. Tombeau sculpté par Pietro Lombardo et Tullio Lombardo (église Santi Giovanni e Paolo).                                                                                 | Armoiries de Nicolo Marcello       |
| 70   | Pietro Mocenigo   | Pietro Mocenigo (1406 – 23 février 1476)        | 14 décembre 1474 – 23 février 1476 | Famille Mocenigo Tombeau sculpté par Pietro Lombardo entre 1476 et 1481 (église Santi Giovanni e Paolo).                                                                                  | Armoiries de la famille Mocenigo   |
| 71   | Andrea Vendramino | Andrea Vendramino (1393 – 5 mai 1478)           | 4 mars 1476 – 5 mai 1478           | Famille Vendramin. Tombeau sculpté par Tullio Lombardo et son atelier entre 1480 environ et 1495 (église Santi Giovanni e Paolo).                                                         | Armoiries de la famille Vendramino |
| 72   | Giovanni Mocenigo | Giovanni Mocenigo (1409 – 14 septembre 1485)    | 18 mai 1478 – 14 septembre 1485    | Famille Mocenigo, frère de Pietro. Tombeau sculpté par Tullio Lombardo (église Santi Giovanni e Paolo).                                                                                   | Armoiries de la famille Mocenigo   |
| 73   | Marco Barbarigo   | Marco Barbarigo (1413 – 14 août 1486)           | 19 novembre 1485 – 14 août 1486    | Famille Barbarigo. Tombeau sculpté par Mauro Codussi (église Santa Maria della Carità, détruit en 1807).                                                                                  | Armoiries de Marco Barbarigo       |
| 74   | Agostin Barbarigo | Agostin Barbarigo (1419 – 20 septembre 1501)    | 30 août 1486 – 20 septembre 1501   | Famille Barbarigo, frère du précédent. Tombeau sculpté par Mauro Codussi (église Santa Maria della Carità, détruit en 1807).                                                              | Armoiries d'Agostin Barbarigo      |

## XVIesiècle
| Rang | Portrait              | Nom                                                  | Règne                                | Notes | Armoiries                          |
| ---- | --------------------- | ---------------------------------------------------- | ------------------------------------ | --- | ---------------------------------- |
| 75   | Leonardo Loredano     | Leonardo Loredano (16 novembre 1436 – 21 juin 1521)  | 2 octobre 1501 – 21 juin 1521        | Famille Loredano. Tombeau sculpté par Girolamo Grapiglia et Girolamo Campagna (église Santi Giovanni e Paolo).                                        | Armoiries de Leonardo Loredano     |
| 76   | Antonio Grimani       | Antonio Grimani (28 décembre 1434 – 7 mai 1523)      | 6 juillet 1521 – 7 mai 1523          | Famille Grimani | Armoiries de la famille Grimani    |
| 77   | Andrea Gritti         | Andrea Gritti (1455 – 28 décembre 1538)              | 20 mai 1523 – 28 décembre 1538       | Famille Gritti | Armoiries de la famille Gritti     |
| 78   | Pietro Lando          | Pietro Lando (1462 – 9 novembre 1545)                | 19 janvier 1539 – 9 novembre 1545    | Famille Lando | Armoiries de Pietro Lando          |
| 79   | Francesco Donato      | Francesco Donato (1468 – 23 mai 1553)                | 24 novembre 1545 – 23 mai 1553       | Famille Donato | Armoiries de Francesco Donato      |
| 80   | Marcantonio Trivisano | Marcantonio Trivisano (vers 1475 – 31 mai 1554)      | 4 juin 1553 – 31 mai 1554            | Famille Trevisan | Armoiries de Marcantonio Trivisano |
| 81   | Francesco Veniero     | Francesco Veniero (1489 – 2 juin 1556)               | 11 juin 1554 – 2 juin 1556           | Famille Venerio. Tombeau sculpté par Jacopo Sansovino entre 1555 et 1560 (église San Salvador).                                                       | Armoiries de Francesco Veniero     |
| 82   | Lorenzo Priuli        | Lorenzo Priuli (1489 – 17 août 1559)                 | 14 juin 1556 – 17 août 1559          | Famille Priuli | Armoiries de la famille Priuli     |
| 83   | Girolamo Priuli       | Girolamo Priuli (1486 – 4 novembre 1567)             | 1er septembre 1559 – 4 novembre 1567 | Famille Priuli | Armoiries de la famille Priuli     |
| 84   | Pietro Loredano       | Pietro Loredano (1482 – 3 mai 1570)                  | 26 novembre 1567 – 3 mai 1570        | Famille Loredano | Armoiries de Pietro Loredano       |
| 85   | Alvise Mocenigo       | Alvise Ier Mocenigo (26 octobre 1507 – 4 juin 1577)  | 11 mai 1570 – 4 juin 1577            | Famille Mocenigo | Armoiries de la famille Mocenigo   |
| 86   | Sebastiano Veniero    | Sebastiano Veniero (vers 1496 – 3 mars 1578)         | 11 juin 1577 – 3 mars 1578           | Famille Venerio | Armoiries de Sebastiano Veniero    |
| 87   | Nicolò da Ponte       | Nicolò da Ponte (15 janvier 1491 – 30 juillet 1585)  | 11 mars 1578 – 30 juillet 1585       | Famille Da Ponte. Tombeau sculpté par Alessandro Vittoria et Girolamo Campagna entre 1582 et 1584 (église Santa Maria della Carità, détruit en 1807). | Armoiries de Nicolò da Ponte       |
| 88   | Pasqual Cicogna       | Pasqual Cicogna (27 mai 1509 – 2 avril 1595)         | 18 août 1585 – 2 avril 1595          | Famille Cicogna. Tombeau sculpté par Girolamo Campagna (église dei Gesuiti).                                                                          | Armoiries de la famille Cicogna    |
| 89   | Marino Grimani        | Marino Grimani (1er juillet 1532 – 25 décembre 1605) | 26 avril 1595 – 25 décembre 1605     | Famille Grimani | Armoiries de la famille Grimani    |

## XVIIesiècle
| Rang | Portrait               | Nom                                                        | Règne                              | Notes | Armoiries                           |
| ---- | ---------------------- | ---------------------------------------------------------- | ---------------------------------- | --- | ----------------------------------- |
| 90   | Leonardo Donato        | Leonardo Donato (12 février 1536 – 16 juillet 1612)        | 10 janvier 1606 – 16 juillet 1612  | Famille Donato | Armoiries de Francesco Donato       |
| 91   | Marcantonio Memmo      | Marcantonio Memmo (11 novembre 1536 – 31 octobre 1615)     | 24 juillet 1612 – 31 octobre 1615  | Famille Memmo | Armoiries de Marcantonio Memmo      |
| 92   | Giovanni Bembo         | Giovanni Bembo (21 août 1543 – 16 mars 1618)               | 2 décembre 1615 – 16 mars 1618     | Famille Bembo | Armoiries de la famille Bembo       |
| 93   | Nicolò Donato          | Nicolò Donato (28 janvier 1539 – 9 mai 1618)               | 4 avril 1618 – 9 mai 1618          | Famille Donato. L'un des règnes les plus courts de l'histoire de Venise (35 jours). | Armoiries de Francesco Donato       |
| 94   | Antonio Priuli         | Antonio Priuli (10 mai 1548 – 12 août 1623)                | 17 mai 1618 – 12 août 1623         | Famille Priuli | Armoiries de la famille Priuli      |
| 95   | Francesco Contarini    | Francesco Contarini (28 novembre 1566 – 6 décembre 1624)   | 8 septembre 1623 – 6 décembre 1624 | Famille Contarini | Armoiries de la famille Contarini   |
| 96   | Giovanni Ier Cornaro   | Giovanni Ier Cornaro (11 novembre 1551 – 23 décembre 1629) | 4 janvier 1625 – 23 décembre 1629  | Famille Cornaro | Armoiries de la famille Cornaro     |
| 97   |                        | Nicolò Contarini (26 septembre 1553 – 2 avril 1631)        | 18 janvier 1630 – 2 avril 1631     | Famille Contarini | Armoiries de la famille Contarini   |
| 98   | Francesco Erizzo       | Francesco Erizzo (18 février 1566 – 3 janvier 1646)        | 10 avril 1631 – 3 janvier 1646     | Famille Erizzo. La guerre de Candie débute en 1645. | Armoiries de la famille Erizzo      |
| 99   | Francesco Molin        | Francesco Molin (21 avril 1575 – 27 février 1655)          | 20 janvier 1646 – 27 février 1655  | Famille Molino | Armoiries de la famille Molino      |
| 100  | Carlo Contarini        | Carlo Contarini (5 juillet 1580 – 1er mai 1656)            | 27 mars 1655 – 1er mai 1656        | Famille Contarini | Armoiries de la famille Contarini   |
| 101  | Francesco Cornaro      | Francesco Cornaro (6 mars 1585 – 5 juin 1656)              | 17 mai 1656 – 5 juin 1656          | Famille Cornaro. Le plus court règne de l'histoire de Venise (20 jours). | Armoiries de la famille Cornaro     |
| 102  | Bertuccio Valiero      | Bertuccio Valiero (1er juillet 1596 – 29 mars 1658)        | 15 juin 1656 – 29 mars 1658        | Famille Falier. Tombeau conçu par Andrea Tirali, et sculpté par Giovanni Bonazza, Antonio Tarsia et Pietro Baratta (église Santi Giovanni e Paolo).                                                     | Armoiries de la famille Valier      |
| 103  | Giovanni Pesaro        | Giovanni Pesaro (1er septembre 1589 – 30 septembre 1659)   | 8 avril 1658 – 30 septembre 1659   | Famille Pesaro. Tombeau conçu par Baldassare Longhena et sculpté par Josse le Court, Melchior Barthel, Francesco Cavrioli et Michele Fabris entre 1665 et 1669 (église Santa Maria Gloriosa dei Frari). | Armoiries de la famille Pesaro      |
| 104  | Domenico II Contarini  | Domenico II Contarini (28 janvier 1585 – 26 janvier 1675)  | 16 octobre 1659 – 26 janvier 1675  | Famille Contarini. La Crète est perdue en 1669 (fin du siège de Candie). |                                     |
| 105  | Nicolò Sagredo         | Nicolò Sagredo (18 décembre 1606 – 14 août 1676)           | 2 février 1675 – 14 août 1676      | Famille Sagredo | Armoiries de la famille Sagredo     |
| 106  | Alvise Contarini       | Alvise Contarini (24 octobre 1601 – 15 janvier 1684)       | 26 août 1676 – 15 janvier 1684     | Famille Contarini | Armoiries de la famille Contarini   |
| 107  | Marcantonio Giustinian | Marcantonio Giustinian (2 mars 1619 – 23 mars 1688)        | 26 janvier 1684 – 23 mars 1688     | Famille Giustiniani | Armoiries de la famille Giustiniani |
| 108  | Francesco Morosini     | Francesco Morosini (26 février 1619 – 6 janvier 1694)      | 3 avril 1688 – 6 janvier 1694      | Famille Morosini. Combat en personne durant la guerre de Morée, meurt à Nauplie. | Armoiries de la famille Morosini    |
| 109  | Silvestro Valier       | Silvestro Valier (28 mars 1630 – 7 juillet 1700)           | 25 février 1694 – 7 juillet 1700   | Famille Valier. Tombeau conçu par Andrea Tirali, et sculpté par Giovanni Bonazza, Antonio Tarsia et Pietro Baratta (église Santi Giovanni e Paolo).                                                     | Armoiries de la famille Valier      |
| 110  | Alvise II Mocenigo     | Alvise II Mocenigo (3 janvier 1628 – 6 mai 1709)           | 17 juillet 1700 – 6 mai 1709       | Famille Mocenigo | Armoiries de la famille Mocenigo    |

## XVIIIesiècle
| Rang | Portrait                 | Nom                                                       | Règne                             | Notes | Armoiries                         |
| ---- | ------------------------ | --------------------------------------------------------- | --------------------------------- | --- | --------------------------------- |
| 111  | Giovanni II Cornaro      | Giovanni II Cornaro (4 août 1647 – 12 août 1722)          | 22 mai 1709 – 12 août 1722        | Famille Cornaro | Armoiries de la famille Cornaro   |
| 112  | Sebastiano Mocenigo      | Sebastiano Mocenigo (29 août 1662 – 21 mai 1732)          | 24 août 1722 – 21 mai 1732        | Famille Mocenigo | Armoiries de la famille Mocenigo  |
| 113  | Carlo Ruzzini            | Carlo Ruzzini (11 novembre 1653 – 5 janvier 1735)         | 2 juin 1732 – 5 janvier 1735      | Famille Ruzzini | Armoiries de la famille Ruzzini   |
| 114  | Alvise Pisani            | Alvise Pisani (1er janvier 1664 – 17 juin 1741)           | 17 janvier 1735 – 17 juin 1741    | Famille Pisani | Armoiries de la famille Pisani    |
| 115  | Pietro Grimani           | Pietro Grimani (5 octobre 1677 – 7 mars 1752)             | 30 juin 1741 – 7 mars 1752        | Famille Grimani | Armoiries de la famille Grimani   |
| 116  | Francesco Loredano       | Francesco Loredano (9 février 1685 – 19 mai 1762)         | 18 mars 1752 – 19 mai 1762        | Famille Loredano | Armoiries de la famille Mocenigo  |
| 117  | Marco Foscarini          | Marco Foscarini (4 février 1696 – 31 mars 1763)           | 31 mai 1762 – 31 mars 1763        | Famille Foscarini | Armoiries de la famille Foscarini |
| 118  | Alvise Giovanni Mocenigo | Alvise Giovanni Mocenigo (19 mai 1701 – 31 décembre 1778) | 19 avril 1763 – 31 décembre 1778  | Famille Mocenigo | Armoiries de la famille Mocenigo  |
| 119  | Paolo Renier             | Paolo Renier (21 novembre 1710 – 13 février 1789)         | 14 janvier 1779 – 13 février 1789 | Famille Renier | Armoiries de la famille Renier    |
| 120  | Ludovico Manin           | Ludovico Manin (14 mai 1725 – 24 octobre 1802)            | 9 mars 1789 – 12 mai 1797         | Famille Manin. Abdique à la suite de l'invasion des armées françaises. Le 18 octobre 1797, le traité de Campo-Formio entre la France et l'Autriche attribue le territoire de Venise à cette dernière. | Armoiries de la famille Manin     |